# 夢に抱かれて
『夢に抱かれて』（ゆめにだかれて、原題：Illicit Dreams）は、1994年のアメリカ合衆国のエロティック・スリラー映画。
監督・主演はアンドリュー・スティーヴンスで、Ashok Amritrajが製作、Claude Gaudetteが音楽を担当した。
共演は、シャノン・トゥイード（『ミッドナイト ボディガード』、『ナイト・クライシス』の2人が再集結）、さらにジョー・コーテス、ミシェル・ジョンソン、Brad Blaisdellらも共演。

## あらすじ
医師のダニエル・デイビスは妻のモイラをぞんざいに扱う一方で、女性患者を何人も誘惑し、自分の秘書であるビバリーと毎日情事を繰り返していた。一方で、モイラは毎晩、大きな屋敷を訪れてニックという男と激しく愛し合う夢をよく見るようになる。ある日、モイラは夢に出てきた家と同じ家を見つけ、夢の中の男であるニックと出会う。モイラはニックの、夫とは正反対の優しい人柄や接し方に魅了され、お互いに愛し合うようになる。しかし、二人の関係を知ったダニエルが嫉妬し、殺意まで見せるようになってきたため、ニックは彼からモイラを守ろうとする。

## キャスト
- ニック・リチャードソン - アンドリュー・スティーヴンス[4]

建築家。モイラにとっての夢の中の理想の男性。
- モイラ・デイビス - シャノン・トゥイード

気弱で従順な性格のダニエルの妻。
- ダニエル・デイビス - ジョセフ・コーテス

高圧的で口汚い、モイラの夫。
- Melinda Ryan - ミシェル・ジョンソン[5]

モイラの友人。
- リード - Brad Blaisdell
- シシリー - ステラ・スティーヴンス
- Beverly Keen - Rochelle Swanson

ダニエルの秘書。
- Investigaton - Dave Carlton[6]
- 不動産業の女性 - Jennifer Bassey